# Pałac Bondego
Pałac Bondego (szw. Bondeska Palatset) – pałac w Sztokholmskiej dzielnicy Gamla stan oddany do użytku w 1673 roku.

## Historia
Pałac zaprojektował Nicodemus Tessin Starszy dla skarbnika królewskiego Gustawa Bondego. Budowa rozpoczęła się w 1662, a skończyła w 1673 roku.
Od samego początku często zmieniał właścicieli, a w latach 1710 i 1753 został zniszczony przez pożary. 
W 1730 budynek przeszedł na własność miasta i zaczął służyć jako ratusz. Funkcję tę pełnił do 1915, a od 1949 pełni nieprzerwanie funkcję Sądu Najwyższego.